# Neochauliodes latus
Neochauliodes latus är en insektsart som beskrevs av D. Yang et al. 2004. Neochauliodes latus ingår i släktet Neochauliodes och familjen Corydalidae. Inga underarter finns listade i Catalogue of Life.